# Биллингс (Чукотский автономный округ)
Би́ллингс — национальное село в Чаунском районе Чукотского автономного округа России.
До 2010 года Биллингс административно относился к Шмидтовскому муниципальному району.

## География
Село расположено в районе западного входа в пролив Лонга на косе, отделяющей лагуну Валькаркынмангкак от акватории Восточно-Сибирского моря, в 220 км северо-западнее мыса Шмидта. Расстояние до районного центра составляет 398 км, до города окружного значения — 577 км. Через населённый пункт проходит трасса сезонного автозимника Рыркайпий—Комсомольский. В село из Певека осуществляются авиарейсы вертолёта с периодичностью 1 раз в месяц.

## Климат
Посёлок находится в зоне крайне неблагоприятного климата — полярном климатическом поясе, в зоне морского климата, в природной зоне арктических пустынь. Среднегодовая температура воздуха составляет −12,7°С. Часты сильные холодные ветры и туманы.

## История
Село названо в честь Иосифа Биллингса, исследователя северо-восточных морей, совершившего в этих местах в 1791—1792 годах переход на оленьих упряжках.
На языке коренного населения посёлок называется Валӄаран, что в переводе с чукот. — «землянка из челюстей кита» или «жилище из челюстей кита» (от чук. вэлӄы-/валӄы- «китовые челюсти» + ран- «жилище»). Это связано с тем, что чукчи обнаружили здесь остатки древних, предположительно эскимосских жилищ-землянок, построенных из плавника и костей гренландских китов. Современное поселение было основано на этом месте в середине XIX века.
Близ села в 1935 году основана гидрометеорологическая станция, первые полярники и оборудование на которую были доставлены на теплоходе «Смоленск».
В 1936 году местные оленеводы объединившись и создали здесь товарищество, в 1948 году на его базе был организован колхоз имени Ленина. Первый национальный сельский Совет был создан в конце 1937 года и назван Валькарайским.

## Демография
| 2002 | 2009 | 2010 | 2012 | 2013 | 2014 | 2015 |
| ---- | ---- | ---- | ---- | ---- | ---- | ---- |
| 274  | ↘230 | ↘211 | ↘206 | ↘201 | ↘196 | ↘195 |
| 2017 | 2020 | 2021 |      |      |      |      |
| ↘193 | ↘181 | ↘154 |      |      |      |      |

## Экономика и социальная инфраструктура
Основное занятие местных жителей — оленеводство и рыболовство, морзверобойный промысел. Здесь действует оленеводческая бригада № 5 сельхозпредприятия «Пионер».
Село застроено одно- и двухэтажными жилыми домами, имеется начальная школа-детский сад, фельдшерско-акушерский пункт, отделение связи, магазин, библиотека и культурный центр, в которых развиваются национальные традиционные промыслы.